# Glaive
Pour les articles homonymes, voir Gladius.
 (novembre 2015).
Si vous disposez d'ouvrages ou d'articles de référence ou si vous connaissez des sites web de qualité traitant du thème abordé ici, merci de compléter l'article en donnant les références utiles à sa vérifiabilité et en les liant à la section « Notes et références ».
Le glaive, mot emprunté au gaulois cladio, désigne le gladius (latin). Cette épée courte a évolué au fil du temps et couvre différentes formes.
De nos jours, le terme est utilisé pour désigner une épée courte, d'approximativement 60 à 90 cm de longueur totale, de 4 à 7 cm de large et d'environ 0,6 à 1,5 kg, utilisée par les légionnaires romains à partir du IIIe siècle av. J.-C. Elle dérivait de l'épée celtibère (gladius hispanis bucus) et a été conçue pour délivrer principalement de puissantes frappes d'estoc. Pour Quintilien, la gladius et l'ensis sont une seule et même chose.
Le glaive était large pour que les blessures infligées soient les plus larges possibles, ce qui procurait un impact psychologique supplémentaire sur l'adversaire. Évoluant, au fil des siècles, il devient la spatha romaine en passant par le glaive « pompéi ».

## Historique
Avant la démocratisation du glaive, les Romains utilisaient des phalanges de piquiers dont l'arme d'appoint était une dague à double tranchant. Les officiers, eux, utilisaient des épées à sections losangéiformes ou lenticulaires dont la lame faisait 60 à 70 cm, mais cette arme n'était, dans les faits, qu'honorifique.

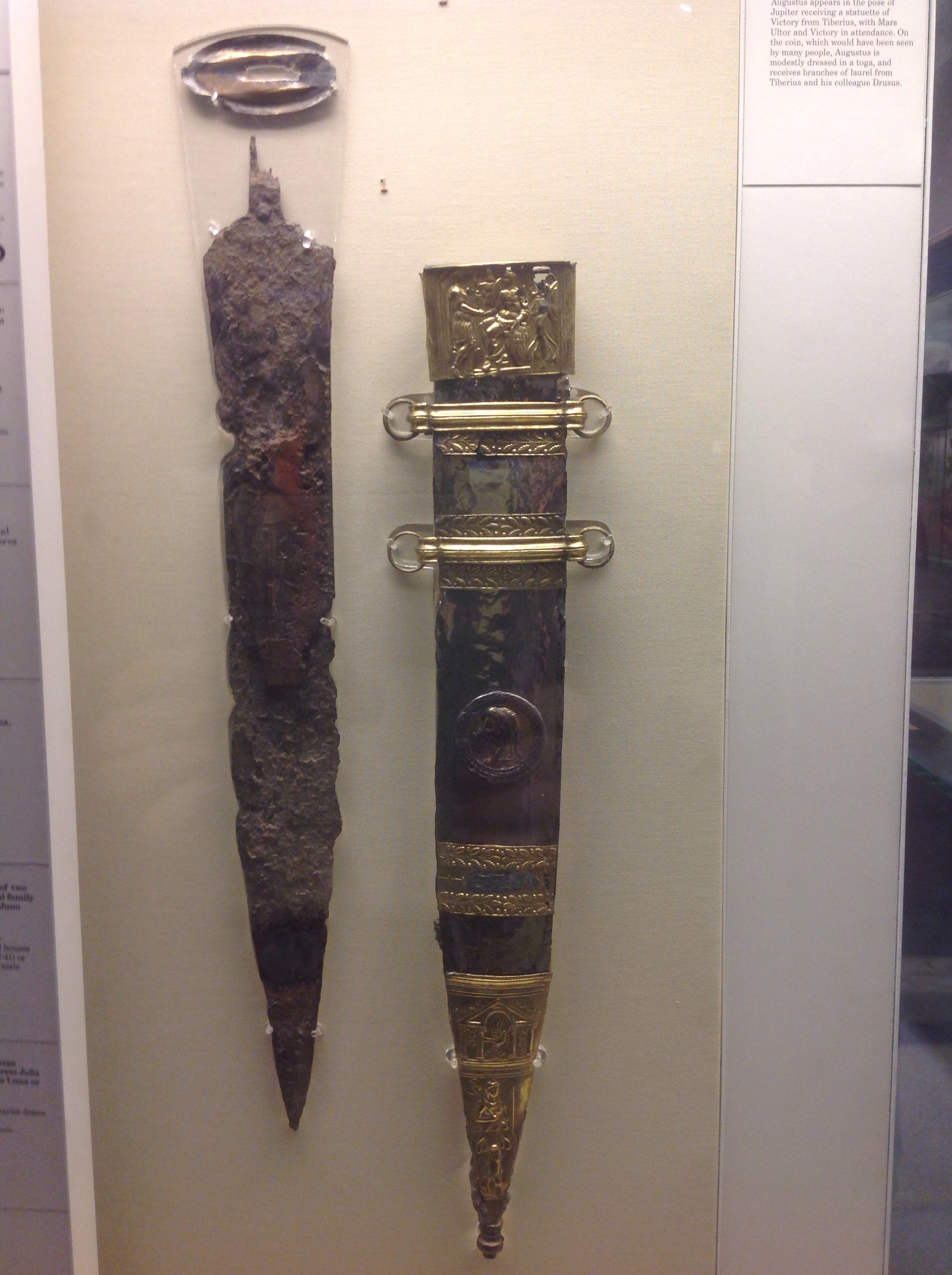
Épée dite « de Tibère », glaive romain avec son fourreau datant du début du Ier siècle.

Les combats contre les Ibères ont amené les Romains à repenser l'usage d'une épée (ou assimilé), si bien qu'ils ont copié les modèles ibériques à double tranchant. Ce glaive, appelé « gladius hispaniensis », ou « glaive républicain », qui évoluera ultérieurement en « glaive mayence » (en référence à la ville de Mayence où les premières découvertes de glaives de ce type ont été effectuées), a une lame « pisciforme », c'est-à-dire rappelant la forme générale d'un poisson (les anglophones disent « leafblade », « lame en feuille »).
Plus clairement, l'épée est large à la base, perd en largeur jusqu'à la séparation entre le premier et le second tiers de la lame puis gagne de nouveau sa largeur originelle jusqu'à la séparation entre son second et son troisième tiers, où de nouveau elle perd en largeur jusqu'à définir une pointe très effilée. Les lignes sont fluides, les angles très arrondis.
Les découvertes archéologiques montrent que ce glaive a par la suite évolué pour arriver au glaive « fulham », qui est un glaive mayence dont les courbures sont moins prononcées et les angles plus abrupts. Avec le temps, le glaive fulham perd ses courbures pour arriver à une lame aux tranchants droits et parallèles et une pointe bien définie par un angle prononcé, souvent renforcée (sur-épaisseur au niveau de la séparation entre tranchant et pointe). On appelle cette nouvelle évolution le glaive « pompéi ».
Dans les derniers siècles de l'Empire (IIIe – Ve siècle), les glaives mayence reviennent à la mode et côtoient les glaives pompéi, pourtant considérés trois siècles auparavant comme techniquement supérieurs. Les glaives mayence pouvaient avoir des lames dépassant 60 cm, alors que les glaives fulham et pompéi avaient des lames courtes, mesurant 40 (pour l'extrême inférieur) à 55 cm (pour l'extrême supérieur) avec une moyenne de 50 cm. La poignée avec son pommeau et sa garde, selon les modes, mesurait entre 15 et 20 cm.

## Utilisation
L'escrime romaine, également appelée hoplomachie se pratique avec un bouclier, le scutum, et un glaive. Plus le glaive est court, moins le légionnaire doit armer son coup et plus vite il peut frapper. Les coups sont portés principalement au visage et au bas-ventre. Si le glaive pénètre de seulement quatre centimètres, le coup est mortel.
Au moment de la frappe, le glaive doit être placé derrière le bouclier pour mettre un appui supplémentaire et donc que la position du bouclier soit plus stable et également pour que l'adversaire ne sache pas quand et où sera porté le coup.

## Variantes

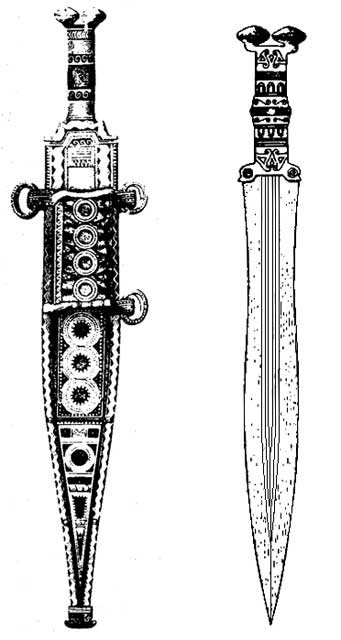
Une épée courte de l'âge du fer de provenance espagnole.

### Glaive d’armes
Le terme glaive est également utilisé pour désigner des armes d'hast à long tranchant de type vouge ou fauchard, il est parfois appelé glaive d'armes pour le distinguer du précédent. Cet emploi provient des langues germaniques dans lesquelles le terme glaive et ses dérivés désignent principalement ce type d'arme (anglais : Glaive, allemand : Glefe). Il se peut que l’homonymie ne soit qu'une coïncidence, car il semblerait que les deux armes n'aient pas la même racine étymologique:, le terme « glaive », utilisé pour désigner les épées à lames courtes des grecs et des romains vient du latin « gladius », alors que le terme utilisé pour désigner l'arme d'hast du Moyen Âge, souvent aussi utilisé comme synonyme de « lance de cavalerie », vient de l'allemand « gleven », qui n'a pas d'origine commune avec le mot latin.
Le glaive n'est plus utilisé comme arme à partir du XVIe siècle, mais comme arme d'apparat ou comme symbole des hérauts.

### Rudis
Le rudis est un glaive en bois qu'on donne aux gladiateurs quand ils sont affranchis.

### Glaives auxXVIIIeetXIXesiècles
Ces glaives d'inspiration antique sont utilisés pour l'apparat et ne servent plus à combattre. Les glaives du XVIIIe siècle annoncent la fin de l'arme blanche comme arme de combat telle que l'on peut le constater avec les épées sous le 1er Empire. De très beaux glaives honorifiques sont alors fabriqués au XIXe siècle.
Cependant, des glaives à monture en bronze fondu furent donnés à l'artillerie à pied et à l'infanterie. Ils étaient censés servir d'arme, à l'instar des sabres briquets, mais leur poids et leur courte lame ne contribuaient pas à les faire apprécier de la troupe, aussi reçurent-ils le surnom de « coupe-chou », ce qui laisse présager l'utilité que les soldats leur accordaient. En France, ce sont principalement les glaives à tête d'aigle Modèle 1771, un certain nombre de glaives de l'époque révolutionnaire et consulaire à tête de coq, le Modèle 1816 à fusée à écailles de poisson, et le Modèle 1831 à fusée à bourrelets, destiné à l'infanterie.

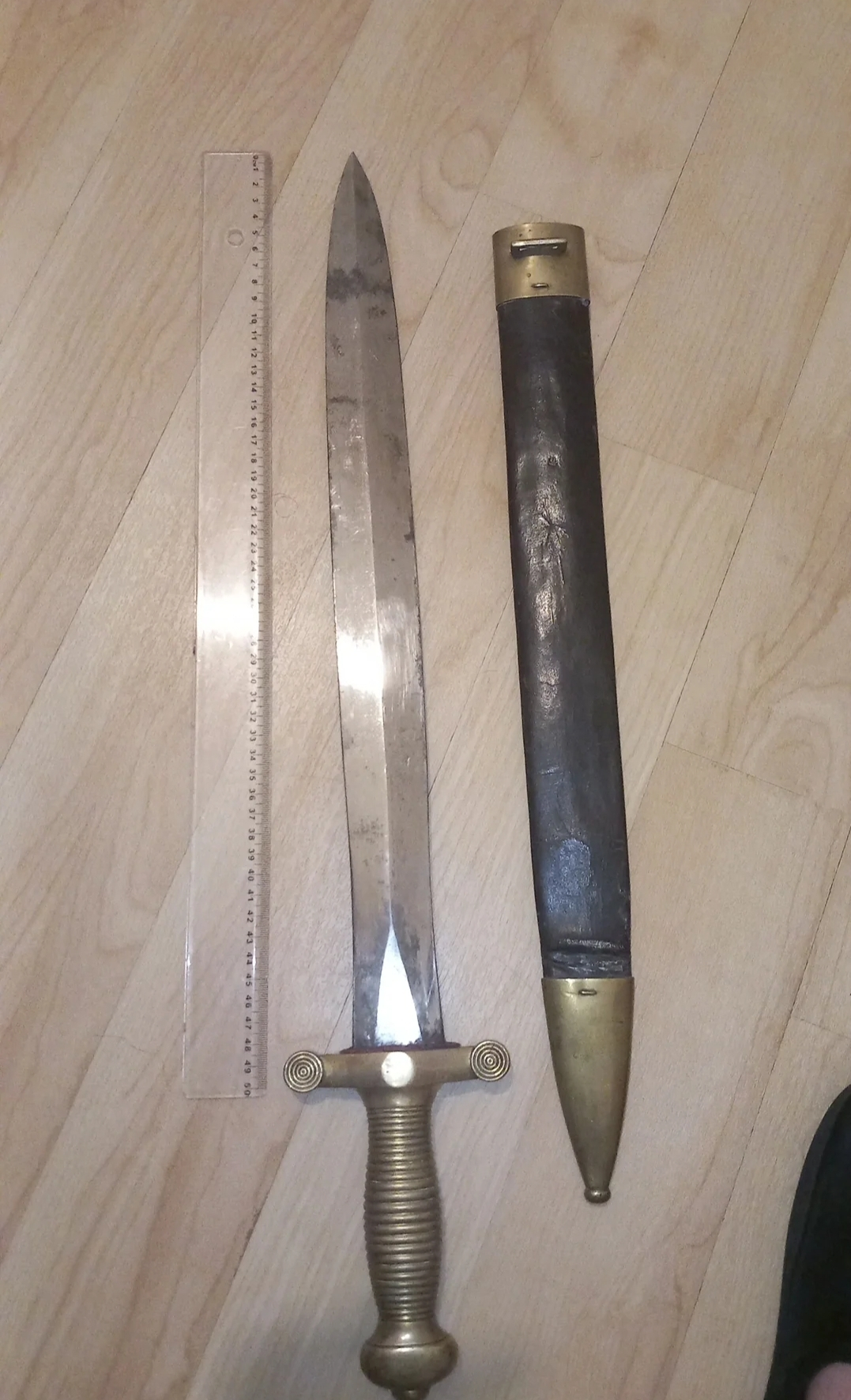
1831 infantry french sword (glaive modèle 1831)

## Symbolique

### Religion

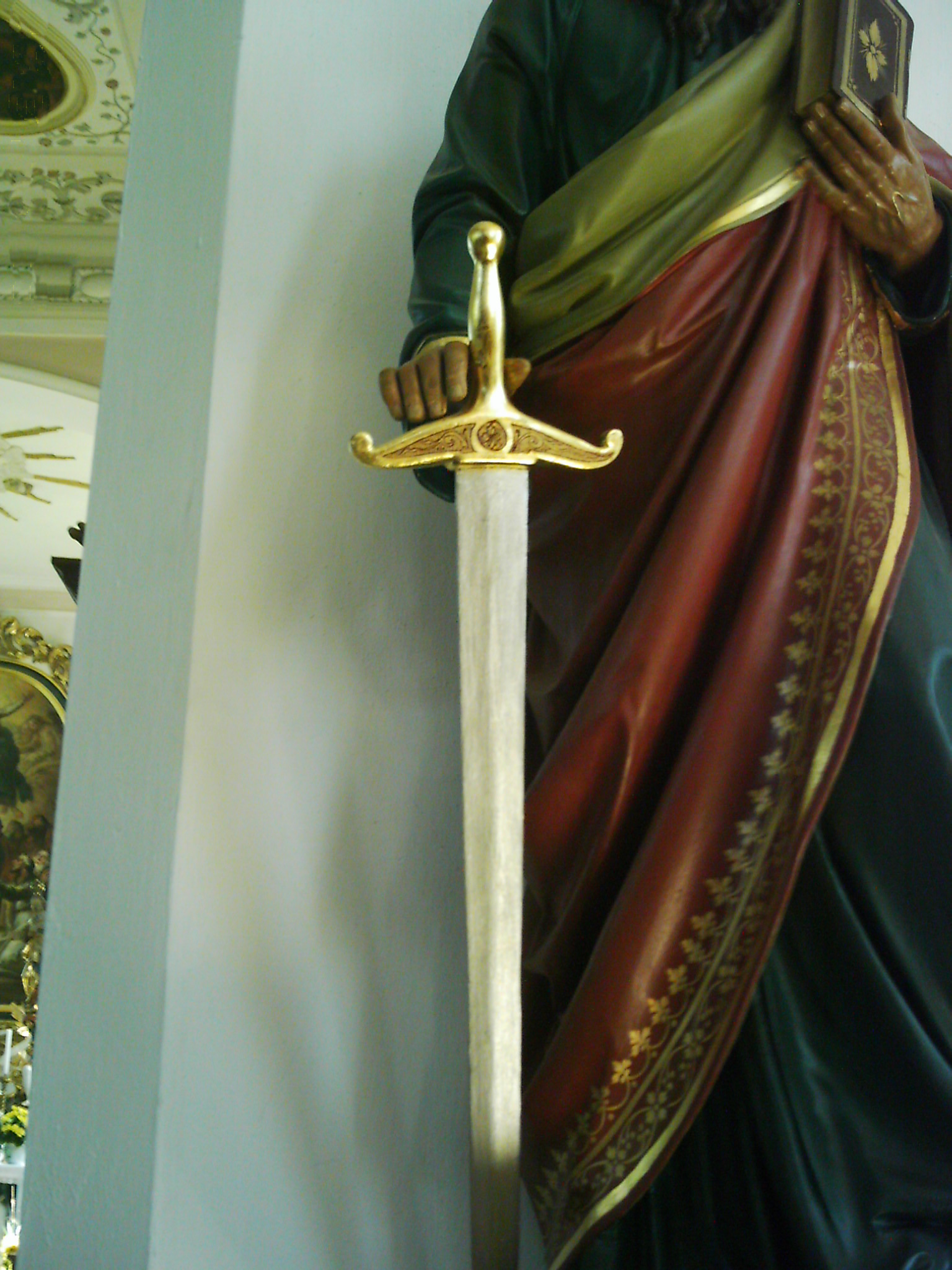
Le glaive de Saint-Paul, église.

Dans l'Évangile, Jésus dit : « Je ne suis pas venu apporter la paix, mais le glaive » Matthieu, 10, 34 où le « glaive » est la parole de Dieu (cf. Hébreux 4,12). Cette phrase a été la source de plusieurs réflexions évangéliques sur l'obligation de suivre pleinement le Christ et sa parole.
À noter que Matthieu, 26, 52 relativise clairement toute interprétation trop littérale de cette notion : « Tous ceux qui prendront l’épée périront par l’épée. »
Par ailleurs, les deux glaives sont une théorie médiévale sur le gouvernement temporel.

### Justice
En occident, le glaive est symbole de justice où il figure à côté de la balance, pour indiquer à la fois la force et l'équité. La force militaire est en général plutôt symbolisée par l'épée.

### Iconographie
Le glaive est l'attribut de plusieurs figures historiques ou allégoriques dans les arts plastiques. C'est un des attributs de saint Michel et de saint Paul.

### Franc-maçonnerie
Selon la symbolique maçonnique, le glaive est le symbole de la puissance. Le « Grand Porte-Glaive » est le ministre de la justice d'une obédience.

## Dans la culture populaire

### Littérature
- Dans la série de livres-jeu Loup Solitaire, le Glaive de Sommer est l’arme du héros, le Seigneur Kaï, qui voit son pouvoir renforcé contre les créatures démoniaques.

- Dans les séries de bandes dessinées, dessins animés et jeux Papyrus, le héros éponyme utile le "glaive magique" (qui est davantage un képesh qu'un glaive).